# Научно-исследовательский технологический институт имени П. И. Снегирёва
Научно-исследовательский технологический институт имени П. И. Снегирёва (сокр. НИТИ) — советское, а затем российское научно-исследовательское и опытно-конструкторское учреждение, является одним из ведущих предприятий в Советском Союзе, а затем в Российской Федерации в области разработки механических и электромеханических взрывателей, а также других инициирующих и детонационных устройств для широкой номенклатуры боеприпасов, находящихся на вооружении практически всех родов войск и видов Вооружённых Сил РФ, а также Армий и Флотов целого ряда зарубежных стран, импортирующих советское и российское вооружение и боеприпасы. Институт является ассоциированным членом Российской академии ракетных и артиллерийских наук. С 2007 года АО «НИТИ имени П. И. Снегирёва» входит в состав государственной корпорации «Ростех».

## История
Учреждение было создано по приказу Народного комиссара боеприпасов СССР № 102 от 19 апреля 1941 года, как завод № 530 НКБ и в течение Великой Отечественной войны выпускал капсюльные втулки для боеприпасов. В 2005 году предприятию было присвоено имя П. И. Снегирёва, проработавшего на посту директора предприятия более 28 лет, за его выдающийся многолетний вклад в развитие предприятия.

## Названия и организационные формы
Официальное наименование учреждения сегодня АО «НИТИ имени П. И. Снегирёва»

## Разработки

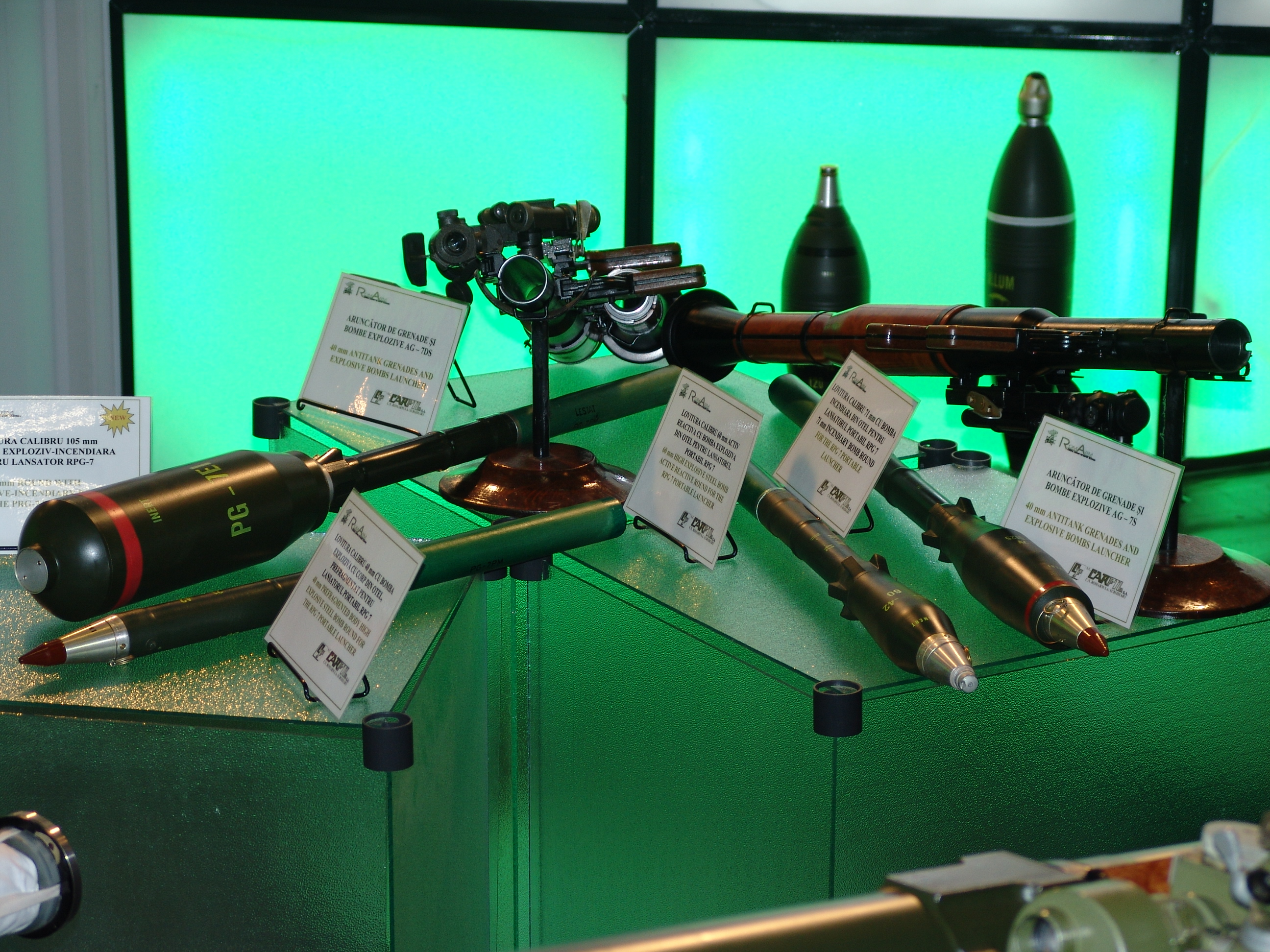
Взрыватели для различных боеприпасов составляют основу продукции военного назначения, разработанной и разрабатываемой институтом

Продукция гражданского назначения
Продукция военного и двойного назначения
Ниже представлен краткий список продукции, разработанной институтом, как учреждением в структуре оборонно-промышленного комплекса СССР и России:
- механические взрыватели для ручных гранат ВМГ-М, ВМГ-К, ВМГ-А, ВМГ-П, для гранатомётных выстрелов ВОГ-17, ВОГ-25, ВОГ-30, 7Ж3 для 7Г21 и 7Г22 (1980-е); для неуправляемых авиационных ракет (НАР) В-5К, У-404, В-678М, В-24А для С-5, С-5КП, С-5КПБ, С-8, С-8КО, С-8КОМ, С-8ДФ, С-8ДФМ, С-8ТБ, С-13, С-13ДФ, С-24; для гранат к ручным пехотным гранатомётам: «Танин», для боеприпасов к реактивным пехотным огнемётам: В-695, У-505, У-535 для «Шмель», «Варна»; для неуправляемых реактивных снарядов РСЗО «Град», кассетного элемента реактивного снаряда 9М27Н1; для крылатых ракет ЭМВ-203, ЭМВ-558;
- пьезоэлектрические взрыватели для кумулятивных гранат: ВП-7М для ПГ-7, ВП-9 для ПГ-9, ВП-18 для ПГ-18, ВП-22 для ПГ-22, В-728 для ПГ-29В, 7В23 и 7В27 для «Резюме», 9-К-733 для авиабомб РБК-500 и К03 (1980-е), 3В15 для кумулятивных артиллерийских снарядов 3БК18М (1970-е), 3В8М, 9Э236, 9Э243 для ПТУР «Фаланга», «Малютка», «Штурм»; унифицированные взрыватели У-523 для кассетного артвыстрела типа 3-0-23; унифицированные взрыватели 3ВТ46 для ряда комплексов активной защиты бронетехники, взрыватели 3BT22 для комплекса активной защиты танков «Дрозд», В-698 для КАЗ «Арена»;
- взрывные устройства для гранатомётных выстрелов: ВУ 7В20 для ПГ-29В; для неуправляемых авиационных ракет: В-5КП, У-402 для С-5, С-8, С-13, С-24; для авиабомб: АВУ-529, АВУ-581 с устройством УП-581, У-563; УР-730, УЗ-732, АВ-733 предназначены для бетонобойной авиабомбы БЕТАБ-20, применяемой в составе кассеты РБК-500; для крылатых ракет: ЭМВУ-506 для К-10С, ЭМВУ-515 для Д-2М, ЭМВУ-548 для Д-7У, АВ-522 для П-15У, 3В-80 «Москит», 3В-54Э для 3М-54Э «Калибр»;
- предохранительно-исполнительные механизмы (ПИМ) для противотанковых управляемых ракет «Метис», «Конкурс», «Корнет», «Атака», «Хризантема»; коммутирующий механизм для авиабомб КМ-529; На базе ПИМ 9Э92 разработаны варианты ПИМ: 9Э92-1, 9Э92-2, 9Э93, 9Э93-1, 9Э93-2, 9Э93-3, 9Э93-4, 9-ДЯ-4172, 9-ДЯ-4172К, предназначенные для комплектации кумулятивной боевой части ПТУР комплексов «Кан» («Кастет», «Бастион», «Шексна», «Басня»), «Аркан», «Инвар-М», «Удар», «Корнет», «Корнет-Ф», «Конкурс-М2», «Вихрь», «Вихрь-М», «Вихрь-1»; ПИМ 9Э94 (9Э96, 9Э94-1, 9-ДЯ-4172) для комплектации тандемной кумулятивной боевой части противотанковой управляемой ракеты комплексов «Метис-2», «Атака-С», «Хризантема-С» и осколочно-фугасной боевой части комплекса «Атака-ОФ»;
- предохранительно-пусковые механизмы У-515, У-517 для светозвуковых гранат «Заря-2» и «Факел-С» (2000-е);
- командные приборы (КП) для ракетно-космической техники: 15X67, 15X68, 15X225, 15X226, 15X615, 9X456, 15X646, ПС-8У (1990-е).